# Edward Gorey
(Dawn Powell)
Edward St. John Gorey (Chicago, 22 febbraio 1925 – Hyannis, 15 aprile 2000) è stato uno scrittore e illustratore statunitense, celebre per i suoi libri illustrati in stile macabro.

## Biografia
Nacque a Chicago nel 1925. I suoi genitori, Helen Dunham ed Edward Lee Gorey, divorziarono quando Edward aveva undici anni e si risposarono nel 1952, quando ne aveva 27. Una delle sue matrigne fu Corinna Mura (1909-1965), una cabarettista che svolse un piccolo ruolo nel film Casablanca, in cui cantò La Marsigliese al Rick's Café Américain.
Frequentò diverse scuole elementari locali. Tra il 1944 e il 1946 svolse il servizio militare al Dugway Proving Ground nello Utah. Frequentò Harvard dal 1946 al 1950, dove studiò francese e condivise la stanza con il futuro poeta Frank O'Hara.
Sebbene Gorey abbia spesso dichiarato che la sua formazione artistica sia stata insignificante, studiò arte per un semestre presso l'Art Institute of Chicago nel 1943.
Illustrò la maggior parte dei libri scritti da John Bellairs.

## Opere
Gorey ha scritto più di 100 libri, tra i quali:
- The Unstrung Harp, Brown and Company, 1953
- The Listing Attic, Brown and Company, 1954
- The Doubtful Guest, Doubleday, 1957
- The Object Lesson, Doubleday, 1958
- The Bug Book, Looking Glass Library, 1959
- The Fatal Lozenge: An Alphabet, Obolensky, 1960
- The Curious Sofa: A Pornographic Tale by Ogdred Weary, Astor-Honor, 1961
- The Hapless Child, Obolensky, 1961
- The Willowdale Handcar: Or, the Return of the Black Doll, Bobbs-Merrill Company, 1962
- The Beastly Baby, Fantod Press, 1962
- The Vinegar Works: Three Volumes of Moral Instruction, Simon and Schuster, 1963
  - The Gashlycrumb Tinies
  - The Insect God
  - The West Wing
- The Wuggly Ump, Lippincott, 1963
- The Nursery Frieze, Fantod Press, 1964
- The Sinking Spell, Obolensky, 1964
- The Remembered Visit: A Story Taken from Life, Simon and Schuster, 1965
- Three Books from Fantod Press (1), Fantod Press, 1966
  - The Evil Garden
  - The Inanimate Tragedy
  - The Pious Infant
- The Gilded Bat, Cape, 1967
- The Utter Zoo, Meredith Press, 1967
- The Other Statue, Simon and Schuster, 1968
- The Blue Aspic, Meredith Press, 1968
- The Epiplectic Bicycle, Dodd and Mead, 1969
- The Iron Tonic: Or, A Winter Afternoon in Lonely Valley, Albondocani Press, 1969
- Three Books from the Fantod Press (2), Fantod Press, 1970
  - The Chinese Obelisks: Fourth Alphabet
  - Donald Has a Difficulty
  - The Osbick Bird
- The Sopping Thursday, Gotham Book Mart, 1970
- Three Books from the Fantod Press (3), Fantod Press, 1971
  - The Deranged Cousins
  - The Eleventh Episode
  - The Untitled Book
- The Awdrey-Gore Legacy, 1972
- Leaves From a Mislaid Album, Gotham Book Mart, 1972
- The Abandoned Sock, Fantod Press, 1972
- A Limerick, Salt-Works Press, 1973
- The Lost Lions, Fantod Press, 1973
- The Green Beads, Albondocani Press, 1978
- The Glorious Nosebleed: Fifth Alphabet, Mead, 1975
- The Grand Passion: A Novel, Fantod Press, 1976
- The Broken Spoke, Mead, 1976
- The Loathsome Couple, Mead, 1977
- Dancing Cats and Neglected Murderesses, Workman, 1980
- The Water Flowers, Congdon & Weed, 1982
- The Dwindling Party, Random House, 1982
- The Prune People, Albondocani Press, 1983
- Gorey Stories, 1983
- The Tunnel Calamity, Putnam's Sons, 1984
- The Eclectic Abecedarium, Adama Books, 1985
- The Prune People II, Albondocani Press, 1985
- The Improvable Landscape, Albondocani Press, 1986
- The Raging Tide: Or, The Black Doll's Imbroglio, Beaufort Books, 1987
- Q. R. V. (later retitled The Universal Solvent), Anne & David Bromer, 1989
- The Stupid Joke, Fantod Press, 1990
- The Fraught Settee, Fantod Press, 1990
- The Doleful Domesticity; Another Novel, Fantod Press, 1991
- The Retrieved Locket, Fantod Press, 1994
- The Unknown Vegetable, Fantod Press, 1995
- The Just Dessert: Thoughtful Alphabet XI, Fantod Press, 1997
- Deadly Blotter: Thoughtful Alphabet XVII, Fantod Press, 1997
- The Haunted Tea-Cosy: A Dispirited and Distasteful Diversion for Christmas, Harcourt, Brace, Jovanovich, 1998
- The Headless Bust: A Melancholy Meditation on the False Millennium, Harcourt, Brace, Jovanovich, 1999